# Joachim Hopp
Joachim Hopp (* 10. Juli 1966 in Duisburg) ist ein deutscher Fußballtrainer und ehemaliger Fußballspieler. Seine angestammte Position war in der Verteidigung.

## Spielerkarriere
Hopp begann beim VfvB Ruhrort-Laar mit dem Fußballspielen. Über eine Zwischenstation beim BV Beeck 05 und weitere drei Jahre VfvB Ruhrort-Laar kam er 1989 zur Amateurmannschaft des MSV Duisburg. Dort wurde der gelernte Stürmer bei einem Training mit der ersten Mannschaft von deren Trainer Willibert Kremer zum Abwehrspieler ernannt. Am 17. Mai 1991 gab Hopp sein Profidebüt in der 2. Bundesliga. Danach wurde er sporadisch in der ersten Mannschaft eingesetzt. Als sein bisheriger Amateurtrainer Ewald Lienen im März 1993 die erste Mannschaft übernahm, wurde auch Hopp häufig dort eingesetzt. Im selben Jahr unterschrieb er seinen ersten Profivertrag.
Bis 1998 bestritt er 83 Bundesligaspiele, in denen er vier Tore erzielte, sowie 49 Zweitligaspiele für die Meidericher. Im DFB-Pokal 1997/98 drangen die „Zebras“ bis in das Finale vor, Hopp war aber nur in der ersten Hauptrunde, am 15. August 1997, beim 2:1-Erfolg gegen Rot-Weiss Essen zum Einsatz gekommen. In der Saison 1997/98 verlor er unter Trainer Friedhelm Funkel, der ihm mangelndes spielerisches Potential bescheinigte, seinen Stammplatz. Aus dieser Zeit als Bankdrücker stammt auch seine bekannte Aussage:

„Ja man muss gucken, dass man keine Pickel am Arsch kriegt, weil dat so hart ist, da muss man mal wat drunterschieben.“

Sein letztes Bundesligaspiel absolvierte Hopp am 7. November 1997 bei dem 2:0-Auswärtssieg gegen den VfL Wolfsburg. Danach wechselte er zu Rot-Weiß Oberhausen. Mit dem Verein erreichte er im DFB-Pokal 1998/99 das Halbfinale, in dem man im alten Schalker Parkstadion vor knapp 50.000 Zuschauern dem FC Bayern München unterlag. In der Saison 2000/01 ließ er seine Karriere beim KFC Uerdingen 05 in der Regionalliga Nord ausklingen.
Aufgrund seines großen Einsatzes, seiner Heimatverbundenheit und nicht zuletzt auch wegen seiner markigen Sprüche war er in Duisburg Publikumsliebling. Seine fußballerischen Qualitäten konnte Joachim Hopp realistisch einschätzen:

„Ich bin kein Techniker. Ich lebe von der Kraft. Wenn ich dazwischengrätsche und der Ball auf die Tribüne fliegt, jubeln die Zuschauer.“

## Trainerkarriere
Von 2008 bis 2010 war Hopp Co-Trainer von Wolfgang Jerat beim Bonner SC. Zuvor war er beim Wuppertaler SV als Cheftrainer der zweiten Mannschaft und Co-Trainer der ersten Mannschaft tätig. Für vier Monate war Hopp im Jahr 2012 im Kosovo Co-Trainer von Wolfgang Jerat beim FC Prishtina. Ab 1. Juli 2012 war er Trainer des 1. FC Wülfrath, mit dem er aus der Oberliga Niederrhein abstieg. Nach einem schlechten Saisonstart auf die Abstiegsränge der Landesliga Niederrhein wurde er im Oktober 2013 entlassen. Im November 2013 wurde Hopp Trainer des Landesligisten Hamborn 07.

## Trivia
Joachim Hopp kam als Seiteneinsteiger zum Profifußball und war bei den Fans als „echter Malocher“ äußerst beliebt. Bis zu seinem ersten Profivertrag 1991 hatte Hopp noch neben dem Fußballspielen bei Thyssen am Hochofen in Duisburg-Meiderich gearbeitet. Nach dem Ende seiner Profikarriere arbeitete der House-Musik-Fan eine Zeit lang als DJ.